# Cmentarz żydowski w Złotowie
Cmentarz żydowski w Złotowie – został założony w XVI wieku. Uległ zniszczeniu w okresie III Rzeszy, a proces dewastacji kontynuowano w okresie powojennym. 6 listopada 2002 roku odsłonięto na terenie po-cmentarnym pomnik ku czci złotowskich Żydów - ma on formę piramidy i został zbudowany z odzyskanych fragmentów macew.